# Castillo de Stolzenfels
El castillo de Stolzenfels (en alemán: Schloss Stolzenfels) se levanta en la localidad homónima cerca de Coblenza (Alemania) a orillas del río Rin, en un punto cercano a la desembocadura del río Lahn.

## Historia

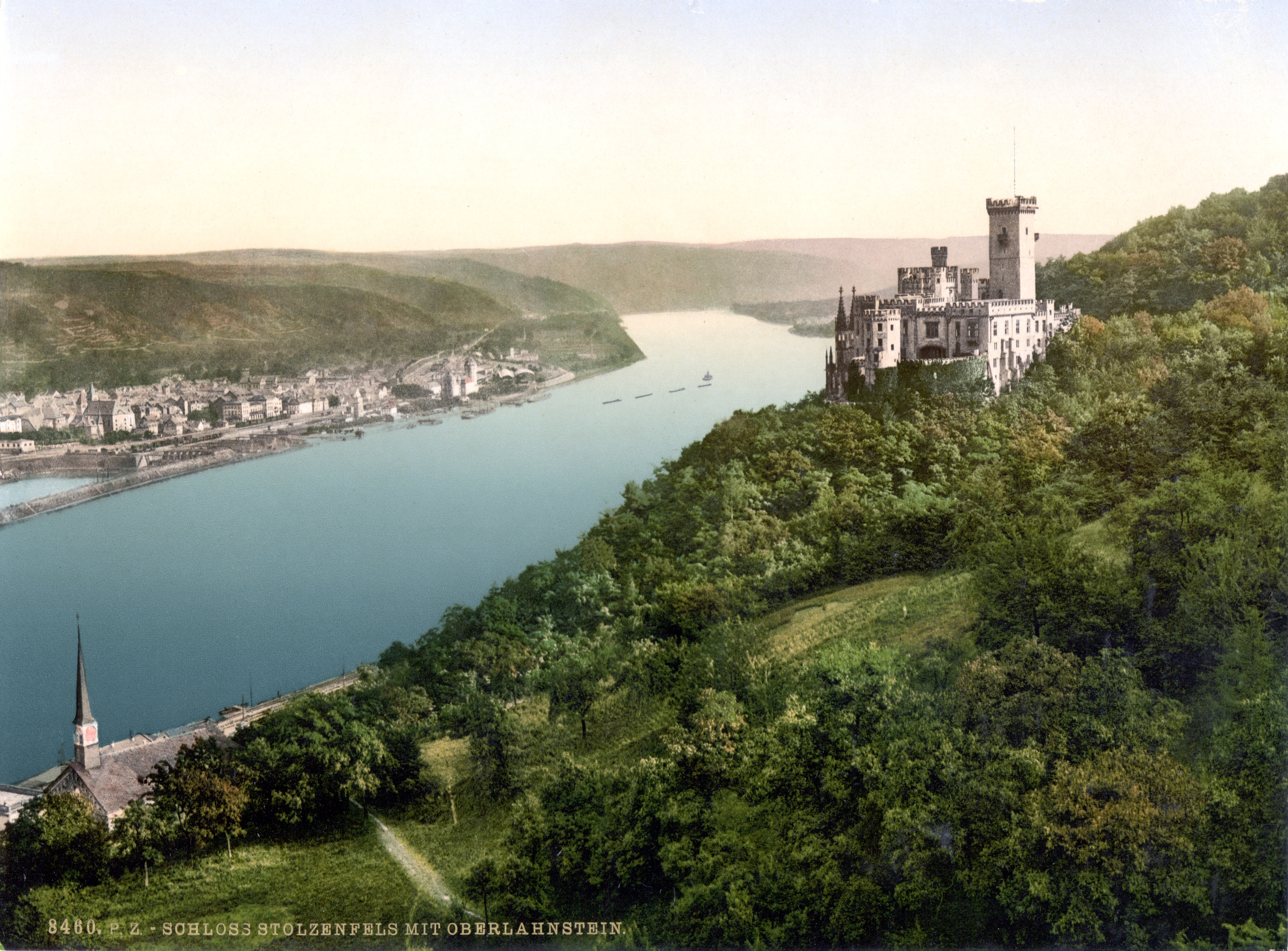
Imagen de 1900.

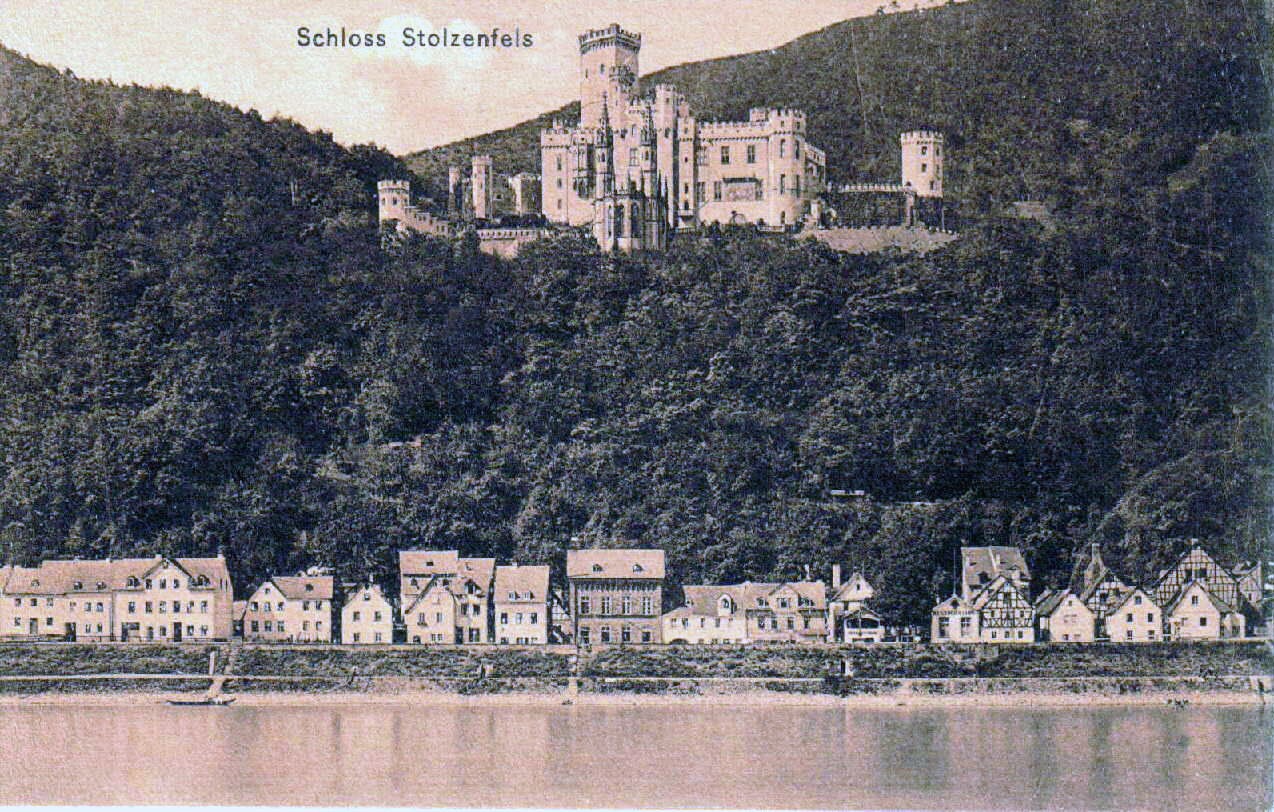
Imagen de 1907.

Fortaleza del Electorado de Tréveris durante la Guerra de los Treinta Años, el antiguo castillo fue ocupado por el ejército sueco en 1632 y luego por el francés entre 1634 y 1646, cuando es devuelto al elector. Durante la guerra de los Nueve Años, los ocupantes franceses destruyeron el edificio en 1689, que pasó más de cien años en estado de ruina. En 1823 la ciudad de Coblenza obsequió a Federico Guillermo IV de Prusia lo que quedaba del castillo.
Federico Guillermo mandó construir el nuevo edificio al arquitecto alemán Friedrich Schinkel, quien era jefe del departamento de obras del Estado prusiano y arquitecto de la familia real. La construcción fue terminada en 1847.
Desde 2002 el edificio forma parte del Patrimonio de la Humanidad como parte del valle central del Rin.